# Pat Boone
Pat Boone (pe numele real Charles Eugene Boone; n. 1 iunie 1934, Florida, SUA) este un cântăreț american, singurul interpret de muzică pop din anii 1950 care a rivalizat în popularitate cu legendarul Elvis Presley în Statele Unite ale Americii. Cu o voce catifelată și maniera sa de cântat suavă, Pat Boone acondus de nenumărate ori clasamentele de muzică pop din America. Printre cele mai cunoscute hituri ale sale se numără „Ain’t That a Shame” (1955), „I Almost Lost My Mind” (1956), „Don’t Forbid Me” (1957) și „April Love” (1957), fiecare dintre acestea ajungând în vârful clasamentului Billboard Hot 100. De-a lungul a treizeci de ani (începând cu 1957), 17 albume ale lui Boone au intrat în Billboard 200.

## Biografie
Charles Eugene Patrick Boone s-a născut în Jacksonville, Florida, într-o familie descendentă a lui Daniel Boone, un pionier și unul dintre primii eroi ai Americii. A petrecut anii de școală în Nashville, iar după terminarea liceului s-a căsătorit cu Shirley Foley, fiica lui Red Foley, un cunoscut interpret de muzică country. După ce a studiat pentru o vreme la Colegiul David Lipscomb din Nashville din Nashville, Boone s-a transferat la Universitatea din North Texas. Fiind student, a câștigat un concurs muzical și a obținut dreptul de a apărea în emisiunea de talente The Ted Mack Amateur Hour, după care a mai apărut încă un an în emisiunea The Arthur Godfrey Show.
În 1954, Boone a înregistrat pentru prima oară câteva compoziții la studioul Republic Records. A urmat apoi single-ul „Two Hearts, Two Kisses”, lansat de Dot Records. La sfârșitul anului 1955, Boone a condus pentru prima oară clasamentele cu propria versiune a piesei „Ain’t That a Shame”, un hit al lui Fats Domino.

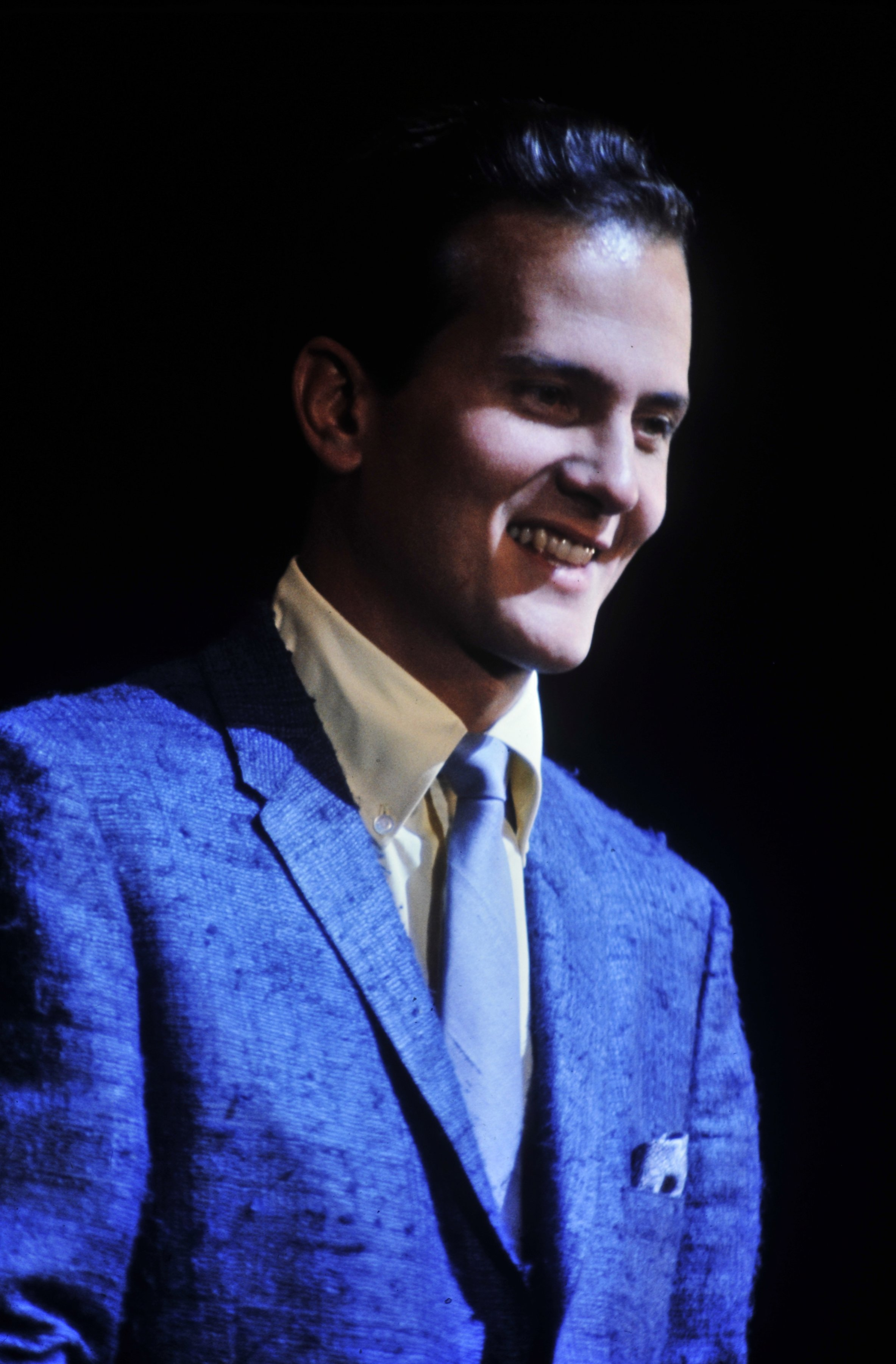
Pat Boone în 1960

Între 1956 și 1963, Boone a intrat de 54 de ori în topuri; apogeul popularității sale a fost atins în 1957. În același an, a început să prezinte propria sa emisiune de televiziune pe canalul ABC, The Pat Boone-Chevy Showroom. Popularitatea sa a fost susținută și de cele 15 filme în care a jucat, printre care „Bernadine” și „April Love”. În ciuda faptului că show-ul său de televiziune s-a încheiat în 1960, Boone a rămas o vedetă pop și un an mai târziu a ajuns din nou în fruntea clasamentelor cu single-ul „Moody River”. În această perioadă, Boone a debutat și ca scriitor, publicând mai multe cărți pentru adolescenți în genul „auto-ajutor” („Twixt Twelve and Twenty”, „Between You, Me and the Gatepost”, „The Care and Feeding of Parents”).
Pierzând sprijinul audienței tinere în perioada „invaziei britanice”, Boone s-a orientat spre înregistrarea de melodii country și gospel. A continuat să înregistreze la Dot și să susțină concerte regulate, alături de soția și cele patru fiice, consolidând astfel imaginea de „familist”.
În 1977, cel mai vândut single în SUA a fost balada de nuntă a fiicei sale, Debby Boone, „You Light Up My Life”. De-a lungul acestor ani, Boone a rămas prezent pe ecranele de televiziune, exprimând puncte de vedere conservatoare și susținând Partidului Republican. A sprijinit, de exemplu, președintele Bush și războiul din Irak, criticând muzicienii care s-au opus acestuia.
În 1997, Boone a atras atenția presei lansând un album parodic, No More Mr. Nice Guy, cu coveruri ale unor piese celebre de hard rock, precum „Smoke on the Water” și „Stairway to Heaven”. Când a apărut la ceremonia de decernare a American Music Awards într-un costum de piele neagră, cu tatuaje desenate cu markerul pe brațe, mulți dintre fanii săi creștini nu au apreciat gluma și au cerut excluderea sa din emisiunea „Gospel America”.

## Discografie

### Single-uri (selecție)
- „Two Hearts, Two Kisses” (1955, #16)
- „Ain’t That a Shame” (1955, #1)
- „At My Front Door (Crazy Little Mama)” (1955, #7)
- „No Arms Can Ever Hold You” (1955, #26)
- „Gee Whittakers!” (1956, #19)
- „I’ll Be Home” (1956, #4)
- „Tutti Frutti” (1956, #12)
- „Just As Long As I’m With You” (1956, #76)
- „Long Tall Sally” (1956, #8)
- „I Almost Lost My Mind” (1956, #1)
- „Friendly Persuasion” (1956, #5)
- „Chains of Love” (1956, #20)
- „Howdy!” (1956, #14)
- „Don’t Forbid Me” (1957, #1)
- „Anastasia” (1957, #37)
- „Why Baby Why” (1957, #5)
- „I’m Waiting Just For You” (1957, #27)
- „Love Letters In The Sand” (1957, #1)
- „Bernadine” (1957, #14)
- „A Closer Walk With Thee” (1957, #13)
- „Remember You’re Mine” (1957, #6)
- „There’s a Gold Mine in the Sky” (1957, #20)
- „When The Swallows Come Back To Capistrano” (1957, #90)
- „April Love” (1957, #1)
- „Four By Pat” (1958, #5)
- „A Wonderful Time Up There” (1958, #4)
- „It’s Too Soon To Know” (1958, #11)
- „Cherie, I Love You” (1958, #63)
- „Sugar Moon” (1958, #5)
- „If Dreams Came True” (1958, #7)
- „With The Wind And The Rain In Your Hair” (1958, #21)
- „Good Rockin' Tonight” (1958, #49)
- „For A Penny” (1958, #23)
- „The Wang Dang Taffy-Apple Tango” (1958, #62)
- „Twixt Twelve And Twenty” (1958, #17)
- „Fools Hall Of Fame” (1959, #29)
- „Beyond The Sunset” (1959, #71)
- „(Welcome) New Lovers” (1960, #18)
- „Words” (1960, #94)
- „Walking The Floor Over You” (1960, #44)
- „Spring Rain” (1960, #50)
- „Moonglow” (1960, #26)
- „Candy Sweet” (1960, #72)
- „Delia Gone” (1960, #66)
- „Dear John” (1960, #44)
- „Alabam” (1960, #47)
- „The Exodus Song (This Land Is Mine)” (1961, #64)
- „Moody River” (1961, #1)
- „Big Cold Wind” (1961, #19)
- „Johnny Will” (1962, #35)
- „Pictures In The Fire” (1962, #77)
- „I’ll See You In My Dreams” (1962, #32)
- „Quando Quando Quando” (1962, #95)
- „Speedy Gonzales” (1962, #6)
- „Ten Lonely Guys” (1962, #45)
- „White Christmas” (1962, #116)

### Albume
- Pat Boone (1957, #20)
- Pat’s Great Hits (1957, #3)
- Hymns We Love (1957, #21)
- April Love (coloană sonoră, 1957, #12)
- Tenderly (1959, #17)
- Moody River (1960, #29)
- White Christmas (1961, #39)
- Pat Boone Sings Guess Who (1961)
- Pat Boone’s Golden Hits (1962, #66)
- State Fair (coloană sonoră, 1962, #12)
- Ain’t That a Shame (1963)
- The Lord’s Prayer (And Other Great Hymns, 1964)
- Boss Beat! (1964)
- Near You (1965)
- Blest Be Thy Name (1965)
- Great Hits of 1965 (1966)
- Memories (1966)
- Wish You Were Here, Buddy (1966)
- Winners of the Reader’s Digest Poll (1966)
- Christmas Is a Comin' (1966)
- How Great Thou Art (1967)
- I Was Kaiser Bill’s Batman (1967)
- Look Ahead (1968)
- Departure (1969)
- Come Together: A Musical Experience in Love (1972)
- Songs for the Jesus Folks (1973)
- Texas Woman (1976)
- Songmaker (1981)
- In a Metal Mood: No More Mr. Nice Guy (1997)
- American Glory (2002)
- Pat Boone R&B Classics – We Are Family (2006)

## Filmografie
- 1955: The Pied Piper of Cleveland (documentar)
- 1957: Bernardine
- 1957: April Love
- 1958: Mardi Gras
- 1959: Journey to the Center of the Earth
- 1960: Salute to the Teenagers (TV documentar) (producător și gazdă)
- 1961: All Hands on Deck
- 1962: State Fair
- 1962: The Main Attraction
- 1963: The Horror of It All
- 1963: The Yellow Canary
- 1964: Never Put It in Writing
- 1964: Goodbye Charlie
- 1965: The Greatest Story Ever Told
- 1967: The Perils of Pauline
- 1969: The Pigeon
- 1970: The Cross and the Switchblade
- 1989: Roger & Me (documentar)
- 1990: Music Machine (vocea lui Mr. Conductor)
- 1991: Benny's Biggest Battle (vocea lui Mr. Conductor)
- 1994: Precious Moments: Simon the Lamb (vocea Păstorului)
- 1997: Space Ghost Coast to Coast (serial TV)
- 2000: The Eyes of Tammy Faye (documentar)
- 2008: Hollywood on Fire (documentar)
- 2016: Boonville Redemption
- 2016: God's Not Dead 2
- 2017: A Cowgirl's Story
- 2022: The Mulligan

### Clasamente box-office
Boone a fost considerat unul dintre cei mai populari actori de box-office din SUA, conform sondajului anual "Top Ten MoneyMakers Poll" realizat de Quigley Poll of Movie Exhibitors:
- 1957: al 3-lea cel mai popular actor
- 1958: al 11-lea cel mai popular
- 1959: al 22-lea cel mai popular
- 1960: al 22-lea cel mai popular